# 마리우폴 포위전
마리우폴 포위전(~包圍戰) 또는 마리우폴 전투(~戰鬪)는 2022년 2월 25일 러시아의 우크라이나 침공 중 동우크라이나 공세의 일환으로 시작된 러시아와 우크라이나 간의 전투이다. 마리우폴은 우크라이나 도네츠크주에 위치한 도시로, 러시아의 지지를 받는 미승인국 도네츠크 인민공화국(DPR)이 영유권을 주장하고 있다. 러시아군은 3월 2일 도시를 완전히 포위했고, 이후 점차 도시를 장악했다. 적십자는 이 상황을 "아포칼립스"라고 표현했고, 우크라이나 당국은 러시아가 도시에 심각한 인도주의적 위기를 조성하고 있다고 비난했으며, 시 관계자들은 약 21,000명의 민간인이 사망했다고 보고했다. 우크라이나 당국은 또한 교전 기간 동안 적어도 도시의 95%가 러시아의 폭격으로 파괴되었다고 보고했다. 4월 중순에 아조우스탈 제철소를 제외한 마리우폴 시가지가 러시아군과 도네츠크 인민공화국군에 완전히 점령되었으며, 5월 중순 아조우스탈에서 마지막으로 버티던 우크라이나군이 항복하면서 이 전투는 러시아군과 도네츠크 인민공화국군의 승리로 끝났다.

## 배경
마리우폴은 러시아군의 주요 전략 도시이자 표적으로 여겨진다. 마리우폴은 우크라이나 도네츠크주의 최대 도시이다. 마리우폴은 아조우스탈 제철소가 위치해 있으며, 아조프해 연안에서 가장 큰 도시이다.
아조프해 서안에 있는 이 항구를 통제한다는 것은 우크라이나의 경제에 있어 매우 중요하다. 러시아의 경우, 크림반도로 가는 육로를 제공할 수 있을 뿐만 아니라 러시아 해상 이동을 허용할 수 있다. 즉, 도시를 점령하는 것은 러시아에게 아조프해의 완전한 통제권을 주는 것이다.
2014년 5월, 돈바스 전쟁이 발발하자, 러시아의 지원을 받는 도네츠크 인민공화국(DPR)의 군대가 도시를 공격했고, 마리우폴 전투를 통해 우크라이나군을 후퇴시켰다. 그러나 다음 달, 우크라이나군은 공세로 도시를 탈환했다. 몇 달 후인 9월, 도네츠크 인민공화국은 두 번째 탈환을 시도했지만 좌절됐다. 10월, 당시 도네츠크 인민공화국의 총리였던 알렉산드르 자하르첸코는 이 도시를 탈환할 것을 천명했다. 2015년 제2차 민스크 휴전협정이 체결되면서 갈등은 사그라들었다. 마리우폴 탈환의 주역 중 하나는 우크라이나 네오나치 의용군인 아조프 연대였다. 2014년 9월, 아조프 연대는 우크라이나 국민위병에 편입되었고, 마리우폴을 본부로 삼았다. 블라디미르 푸틴의 전쟁 명분 중 하나가 우크라이나의 "탈나치화"이기 때문에 마리우폴은 러시아군의 중요한 이념적 목표이다.
부시장은 포위전 이전에 약 10만 명의 주민이 마리우폴을 떠났다고 말했다.
우크라이나 육군, 우크라이나 해군보병, 우크라이나 국민위병(주로 아조프 연대), 우크라이나 영토방위군, 비정규군이 도시를 방어하고 있었다.

## 포위전

### 도시에 대한 예비 포격과 진격
2월 24일, 러시아군의 포격으로 26명이 부상을 입었다.
2월 25일 아침, 러시아군은 동쪽의 도네츠크 인민공화국 영토로부터 마리우폴을 향해 진군했다. 그들은 파블로필 마을 근처에서 우크라이나군과 조우했고, 우크라이나군은 러시아군의 진격을 격퇴했다. 마리우폴의 시장 바딤 보이첸코는 22대의 러시아 전차가 교전으로 파괴되었다고 말했다.
2월 25일 저녁, 러시아 해군은 마리우폴에서 서쪽으로 70km 떨어진 아조프해 연안에서 흑해함대를 통해 수륙양용 공격을 시작했다. 한 미국 국방부 관리는 러시아가 이 해안가에서 수천 명의 해병대를 배치했을 수도 있다고 말했다.
2월 26일, 러시아군은 마리우폴에 포격을 계속했다. 이후 그리스 정부는 마리우폴에서 러시아군의 공격으로 인해 그리스인 민간인 10명이 사망했으며, 사르타나 마을에서 6명, 부하스 마을에서 4명이 사망했다고 발표했다.
2월 27일 아침, 보이첸코는 러시아 전차 부대가 도네츠크 인민공화국으로부터 마리우폴을 향해 진격했지만, 이 공격은 우크라이나군에 의해 격퇴되었고, 6명의 러시아 병사가 포로로 잡혔다고 말했다. 그날 늦게, 마리우폴의 6살 소녀가 러시아의 포격에 의해 살해되었다. 도네츠크주의 주지사 파블로 키릴렌코는 마리우폴에서의 전투가 2월 27일 밤 내내 계속되었다고 말했다.
2월 28일, 러시아군에 포위되어 지속적으로 포격을 받았음에도 불구하고, 도시는 여전히 우크라이나의 지배하에 있었다. 도시 대부분에 대한 전기, 가스, 인터넷 연결이 저녁 동안 중단되었다. 이후 자유유럽방송(RFA)에 따르면 러시아군 안드레이 수호베츠키 소장이 마리우폴 인근에서 우크라이나 저격수에 의해 사망했지만, 다른 소식통들은 그가 키이우 공세 도중 사망했다고 전했다.

### 마리우폴 포위

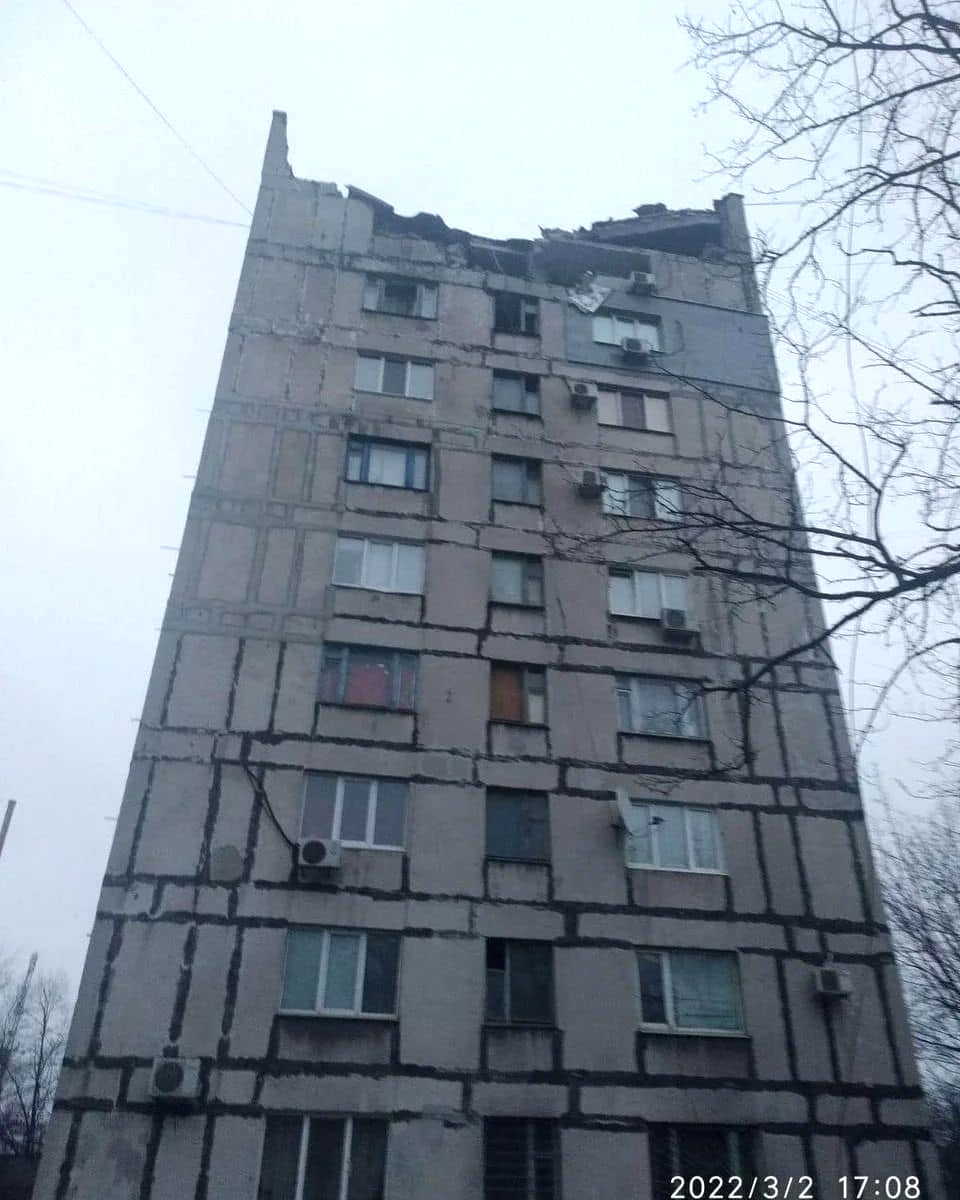
2022년 3월 2일, 마리우폴의 한 아파트 건물

3월 1일, 도네츠크 인민공화국의 국가수반인 데니스 푸실린은 도네츠크 인민공화국군이 볼노바하 인근 도시를 거의 완전히 포위했으며, 곧 마리우폴에도 같은 행동을 취할 것이라고 발표했다. 마리우폴에 대한 러시아군의 포격으로 21명이 부상을 입었다.
도시는 3월 2일 완전히 포위되었고, 이후 포위망이 강화되었다. 러시아의 포격으로 밖에서 축구를 하던 10대 한 명이 사망하고 다른 10대 두명이 부상을 입었다. 보이첸코는 이 도시가 단수로 어려움을 겪고 있으며 많은 사상자가 발생했다고 발표했다. 그는 또한 러시아군이 민간인들의 탈출을 막고 있다고 말했다.

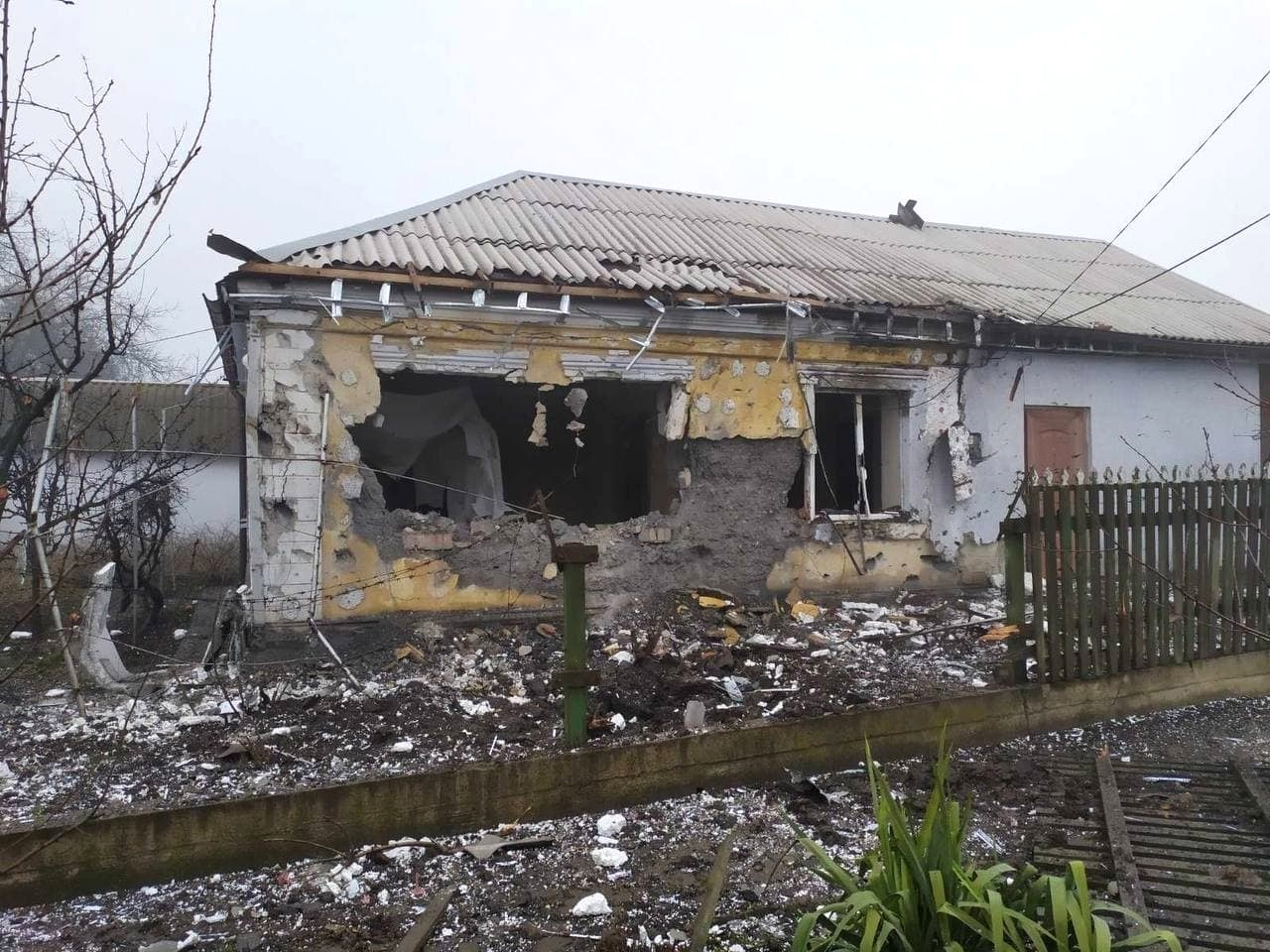
2022년 3월 3일, 마리우폴에 대한 러시아의 포격

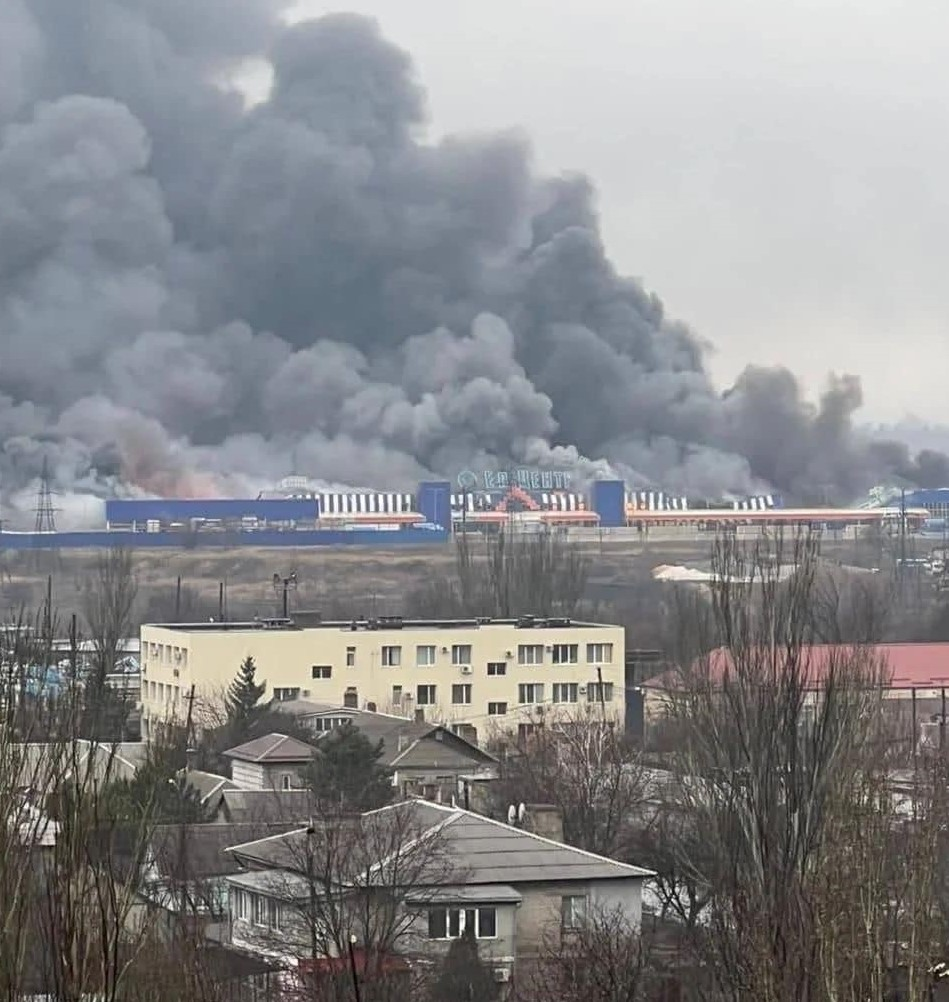
2022년 3월 3일, 마리우폴에서 러시아군의 대규모 폭격으로 많은 건물에서 연기가 발생하였다.

3월 2일 늦게, 러시아군은 마리우폴의 인구 밀집 지역을 겨냥해 15시간 가까이 포격을 가했다. 그 결과, 세르지 올로프 부시장은 "최소 수백 명이 사망했다"고 보고했다.
3월 3일 아침, 도시는 다시 러시아군의 포격을 받았다. 에두아르트 바수린 도네츠크 인민공화국군 대변인은 공식적으로 마리우폴에 있는 포위된 우크라이나군에 항복하지 않으면 "목표 타격"을 직면하게 될 것이라 말했다. 이고리 코나셴코프 러시아 국방부 대변인은 도네츠크 인민공화국군이 포위망을 강화했으며, 인근 세 곳의 정착촌을 점령했다고 보고했다.
3월 4일, 보이첸코는 도시의 보급품이 바닥나고 있다고 말했고, 인도주의적 통로의 제공과 우크라이나 군대의 증원을 요구했다. 그는 더불어 러시아의 BM-21가 도시의 병원들을 포격하고 있으며 마리우폴 주민들은 더 이상 난방, 수돗물, 전기를 공급받지 못한다고 말했다. 이날 늦게, 마리우폴 지역에 대한 임시 휴전이 제안되어 시민들이 대피할 수 있게 됐다.
3월 5일, 우크라이나 정부는 마리우폴에서 20만 명의 민간인을 대피시키겠다고 발표했다. 국제 적십자 위원회(ICRC)는 이 피난을 허용하는 것이 새로운 휴전의 보증인 역할을 할 것이라고 말했다. 적십자는 마리우폴의 상황을 "극히 끔찍하다"고 표현했다. 포격 3일 후, 휴전은 11시부터 16시까지 유효하다고 발표됐다. 민간인들은 인도주의적 통로를 따라 마리우폴에서 자포리자로 대피하기 시작했다. 민간인들이 인도주의적 통로로 들어서자 러시아군은 도시를 계속 포격하였고, 결국 피난민들은 도로 돌아갈 수 밖에 없었다.
이후 우크라이나 당국은 러시아군이 휴전을 지키지 않고 도시를 계속 포격했다고 발표했다. 러시아는 우크라이나군이 민간인들이 러시아로 대피하는 것을 허용하지 않고 있다며 비난했다. 도네츠크 인민공화국은 마리우폴에서 대피한 민간인이 17명에 불과하다고 보고했다.
3월 6일, 적십자는 마리우폴에서 민간인들을 대피시키려는 두 번째 시도가 또다시 실패했다고 발표했다. 안톤 헤라셴코 우크라이나 관리는 마리우폴의 민간인들에 대한 인도주의적 통로에서의 두 번째 시도가 러시아의 포격으로 끝났다고 말했다. 적십자는 마리우폴이 "인간의 고통에 관한 충격적인 현장"이라고 발표했다. 이날 오전 늦게, 우크라이나 의회의원 인나 소우순은 마리우폴을 공급하는 연료관이 러시아군에 의해 파손돼 70만명 이상의 난방이 작동되지 않았다며 당시 기온이 0 °C 아래로 내려가는 경우가 많았던 만큼 사람들이 동사했을 수도 있음을 시사했다. 또 폭격은 도시에서 마지막으로 그 기능을 하고 있는 기지국을 강타했다.
3월 7일, ICRC 작전국장은 인도주의적 통로와 관련된 협정은 원칙적으로 이행에 필요한 신중함 없이, 오직 경로, 시간, 물자의 제공에 관해 합의할 수 있는지에 대한 여부만 요구했다고 말했다. ICRC 대표단은 제안된 인도주의적 통로 중 하나가 지뢰가 매설된 것을 발견했고, ICRC는 러시아와 우크라이나군 사이의 대화를 촉진하고 있었다.
3월 8일, 시민들을 대피시키려는 시도가 있었으나, 우크라이나 정부는 러시아가 대피로를 폭격함으로써 휴전을 다시 위반했다고 비난했다.
3월 9일, AP통신은 우크라이나 민간인 및 군인 수십 명이 도시 노동자들에 의해 도시의 공동묘지에 묻혔다고 보도했다. 전날 러시아군의 포격이 묘지를 덮쳐 매장이 중단되고 벽이 파손됐다. 이후, 오를로프 부시장은 러시아군이 건설 노동자들과 대피소에 포격을 가했다고 보고했고, 또 다른 휴전 시도는 실패했다. 오를로프는 도시의 공급 부족이 너무 심각해서 주민들이 물을 얻기 위해 눈을 녹이고 있다고 말했다.

### 러시아의 도시 진입
3월 23일, 바딤 보이첸코 마리우폴 시장을 포함한 지방 당국은 상황이 악화되어 도시를 떠났다. 다음 날, 러시아군은 마리우폴 중심부에 진입했다.
3월 27일, 보이첸코는 마리우폴이 여전히 우크라이나의 지배하에 있는 동안 러시아군은 도시 깊숙이 진입했으며, 도시 주민들은 "완전한 대피"가 필요하다고 말했다. 3월 28일, 보이첸코는 TV 인터뷰에서 "오늘 우리는 점령자들의 손에 달려있다"고 말했다. 그리고 마리우폴 시장실 대변인은 포위전이 시작된 이래 이 도시에서 거의 5,000명이 사망했다고 발표했다. 낮 동안 러시아군은 북부 칼미우스키 지역에 있는 행정 건물과 아조프 연대의 본부를 점령했다. 더해서 러시아측 대변인 이고리 코나셴코프는 러시아군이 우크라이나의 Mi-8기를 격추했는데, 그에 따르면 아조프 연대의 지도부를 구출하려고 마리우폴로 향하는 것이었다고 한다. 전체적으로, 포위전이 진행되는 동안 우크라이나군의 보급과 부상자 철수를 위해 마리우폴에 파견된 헬리콥터의 90%가 러시아 방공망으로 인해 손실되었다. 다음 날, 러시아군은 도시에 주둔하고 있던 우크라이나군을 2개 또는 3개의 포켓으로 분할했다고 보고되었다.
4월 2일, 러시아군이 SBU의 마리우폴 지부 청사를 장악했다. 4월 4일, 우크라이나군 1개 대대가 항복, 이틀 후, 러시아군은 우크라이나 해군 제503대대의 수병 267명을 포로로 하였다고 발표했다. 이 항복으로 우크라이나 제36독립해병여단과 아조프 연대의 통로가 단절되었다. > 4월 7일, 러시아군은 아조우스탈로 가는 다리를 장악했으며, 다음날 러시아군은 항구의 남부를 포위했다.
4월 6일, 도네츠크 인민공화국의 수장 데니스 푸실린에 의해 콘스탄틴 이바셴코가 마리우폴 시장으로 임명되었다. 4월 9일, 우크라이나 도네츠크주 검찰청은 이바셴코에 대해 계엄령 하의 반역죄 혐의로 기소하였다.
4월 10일, 러시아군은 어항(漁港)을 장악, 항구의 우크라이나군과 아조우스탈의 우크라이나군을 두 포켓으로 분리시켰다. 이튿날 도네츠크 인민 공화국측은 마리우폴의 80%를 점령했다고 발표했다.

### 아조우스탈 제철소 포위전

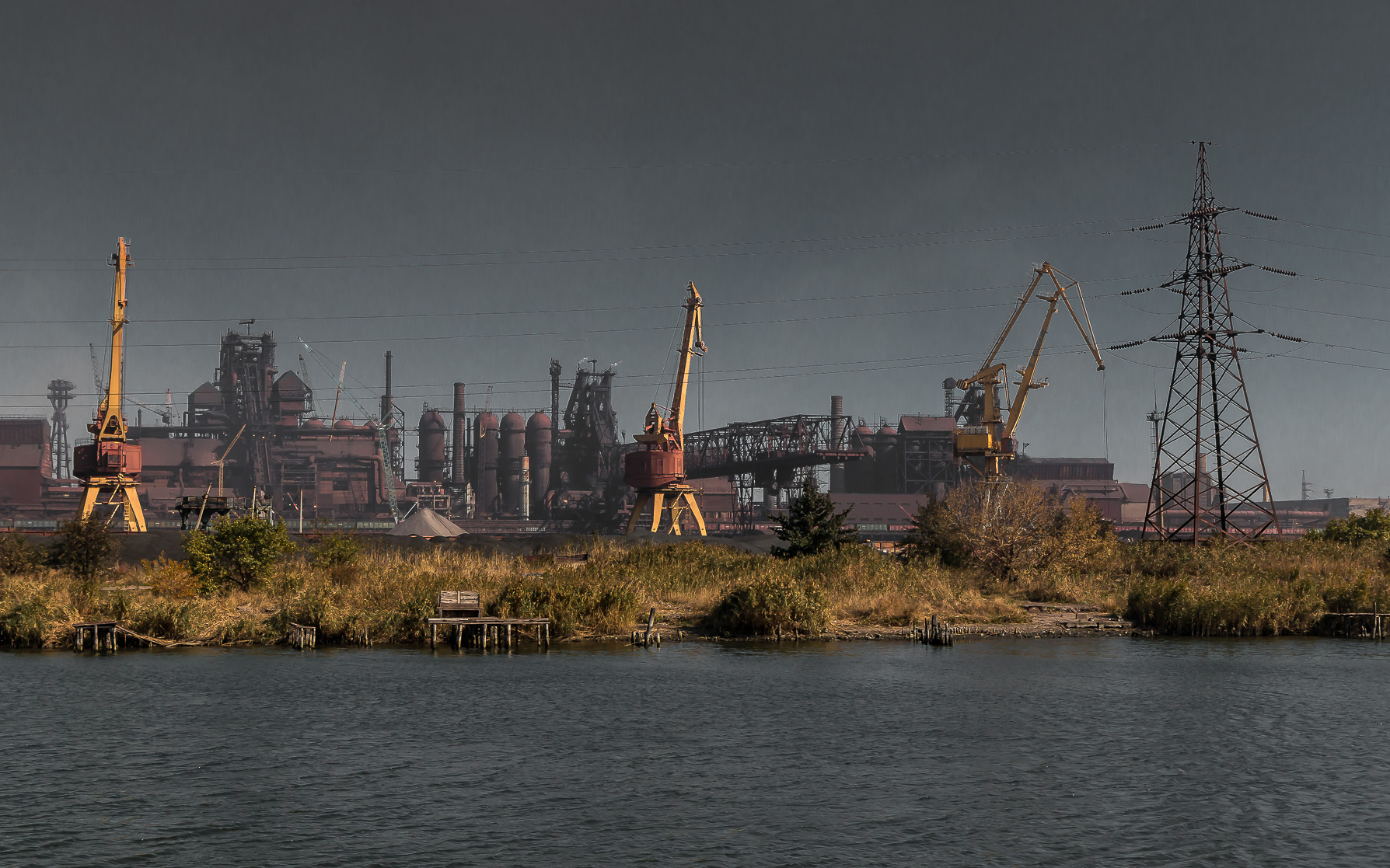
2014년의 아조우스탈 제철소

4월 15일, 우크라이나 군 사령관이 마리우폴의 "포위를 뚫어달라"고 호소했다. 그는 또한 "상황이 위급하고 전투가 치열하다"면서도 "원군을 보내고 포위망을 뚫는 것은 할 수 있으며 가능한 한 빨리 이루어져야 한다"고 말했다. 아조우스탈 제철소는 우크라이나군의 위치를 파악하기 어려운 거대한 복합시설이었고, 공중에서 파괴하기 어려운 작업장이 있었기 때문에, 저항군의 중심지로 잘 방어되고 "도시 내의 요새"로 묘사되었다. 게다가, 그 복합체는 지하 터널 시스템을 포함하고 있어서, 전체 복합체를 장악하는 것을 어렵게 할 것으로 예견되었다. 이날, 러시아군은 마리우폴 서부에 있는 우크라이나 국가방위군의 제12작전여단 기지를 점령했다.
4월 16일, 인민해방군은 마리우폴 해변 근처에 있는 경찰서를 점령했고 러시아군은 항구에 있는 선박교통관제센터를 점령한 것으로 확인되었다. 항구가 점령된 지 며칠 후인 4월 20일, 우크라이나 해군 장교는 아조우스탈 제철소의 해병대와 아조프 연대 병력이 탄약이 바닥나자 우크라이나 국경경비대 대원 500여 명과 우크라이나 국가 경찰들을 항구에서 대피시켰다고 주장했다. 장교에 따르면 아조우스탈 포위망에서 우크라이나군은 500명의 포위된 병사들이 아조우스탈로 퇴각하자 기갑 돌파구를 마련해 포격을 가했다. 그 후, 러시아는 도시의 모든 도시 지역이 봉쇄되었다고 발표했고, 우크라이나군은 아조프탈 제철소에만 남아있다고 주장했다.
4월 18일, 전투로 도시의 95%가 파괴되었다. 우크라이나 병사들은 항복하라는 러시아의 최후통첩을 무시하고 끝까지 싸우기로 결정했다. 러시아는 계속 싸우는 우크라이나군을 "파괴"하겠다고 밝혔다. 한 군사 전문가는 도시 내에 500명에서 800명의 우크라이나 군인들이 여전히 버티고 있을 것으로 추정했다. 러시아 당국은 아조우스탈 제철소 내에 2,500명의 우크라이나 군인과 400명의 외국인 지원자들이 버티고 있는 것으로 추산했다.
4월 21일, 러시아 대통령 블라디미르 푸틴은 러시아군에게 아조우스탈 제철소를 습격하지 말고 우크라이나군의 보급이 떨어질 때까지 봉쇄하라고 명령했다. 그는 또한 "마리우폴 해방을 위한 전투작업의 완료는 성공적"이라고 보고했다.
4월 22일, 프리모르스키 구 서부가 러시아군에 의해 장악되었으며, 더 이상 전투에 대한 보고가 없었다. 4월 23일, 교차검증되지 않은 우크라이나측의 발표에 따르면, 아조우스탈 제철소에 대한 공습과 지상 공격이 재개되었다. 우크라이나 대통령의 한 조언자는 "적은 아조우스탈 제철소 지역에서 마리우폴 수비대의 마지막 저항을 목 졸라 죽이려 하고 있다"고 했다. 같은 날 러시아가 마리우폴에서 다른 우크라이나 동부 전선으로 병력을 재배치하고 있는 것으로 알려졌고, 마리우폴에서 12개 부대를 재배치한 것으로 알려졌다. 다음 날 러시아군은 아조브스탈 제철소에 있는 우크라이나 주둔지를 계속 폭격했고, 러시아군이 아조브스탈 제철소에 대한 재공격을 계획했을 것이라는 보고가 있었다.
5월 9일, 도네츠크 인민 공화국은 마리우폴에서 승리의 날 퍼레이드를 열었다. 공화국의 지도자인 데니스 푸실린이 이 행사에 참가했다. 5월 10일, 우크라이나 당국은 1,000명 이상의 우크라이나 병사들이 아조우스탈 제철소 안에 갇혀있다고 보고했다.

### 항복

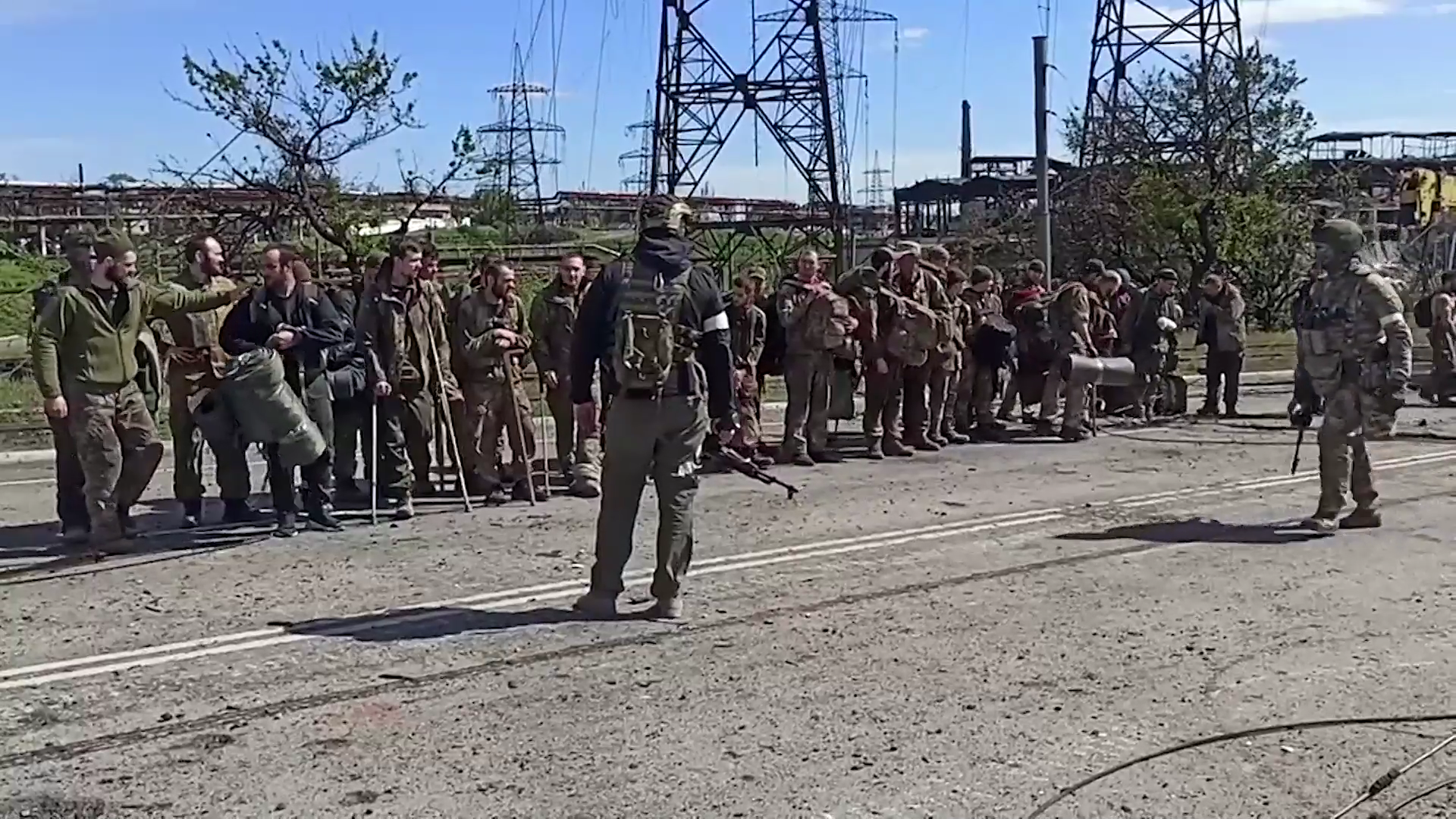
아조우스탈 제철소 함락 후의 우크라이나 포로들

5월 16일, 아조우스탈 제철소 인근에 주둔한 도네츠크 인민공화국군 여단 사령관 알렉산드르 호다코프스키는 9명의 군인 집단이 백기를 들고 협상하러 왔다고 밝혔다. 같은 날, 우크라이나군 총참모부는 마리우폴의 포위자들이 그 전투임무를 완수했으며 아조우스탈 제철소에서의 철수가 시작되었고, 264명의 전투원(그 중 53명은 중상자)이 러시아군 지역으로 버스를 타고 이송되었다고 밝혔다. 부상병들의 철수는 며칠 내로 남아있는 병력들의 항복으로 이어졌다.
5월 20일, 마지막 우크라이나군이 항복했다고 러시아측이 밝혔다. 그들 중에는 프로코펜코 중령, 볼린스키 소령, 아조프 연대의 부사령관 스뱌토슬라프 팔라마르도 있었다. 러시아 국방부는 5월 16일부터 20일까지 2,439명의 포로가 발생했다고 밝혔으며, 이제 제철소는 러시아와 도네츠크 인민공화국의 통제하에 있다고 밝혔다. 5월 26일, 기뢰를 제거한 후 러시아는 마리우폴 항을 상선에게 재개방했다.

## 같이 보기
- 체르니히우 전투
- 키이우 전투 (2022년)
- 하르키우 전투 (2022년)
- 수미 전투

## 주해
1. ↑  도네츠크주에서 법적 최대 도시는 도네츠크이며, 2014년부터 사실상 도네츠크 인민공화국이 소유하고 있다.